# Leptogaster straminea
Leptogaster straminea är en tvåvingeart som beskrevs av Becker 1906. Leptogaster straminea ingår i släktet Leptogaster och familjen rovflugor. Inga underarter finns listade i Catalogue of Life.